# Sedemnajstkotnik
Sedemnájstkotnik (tudi 17-kotnik, sedemnájsterokótnik in s tujko heptadekagon ali heptakaidekagon) je mnogokotnik s 17-imi stranicami, 17-imi oglišči in 17-imi notranjimi koti. 

## Splošne značilnosti
Sedemnajstkotnik spada med pravilne mnogokotnike. Običajno pod izrazom sedemnajstkotnik mislimo pravilni sedemnajstkotnik. V pravilnem sedemnajstkotniku so vse stranice in koti enaki, notranji kot pa je približno 158,82 stopinj. Pravilni sedemnajstkotnik je kot vsi pravilni mnogokotniki tetivni in hkrati tangentni mnogokotnik, ter zato tudi bicentrični mnogokotnik. Vsota notranjih kotov v enostavnem sedemnajstkotniku je enaka 2700°. Njegov Schläflijev simbol je {17}. Coxeter-Dinkinov diagram je .
Simetrijska grupa je diedrska D17. Notranji kot je približno 158,82º.

## Obseg
Obseg pravilnega sedemnajstkotnika je:
{\displaystyle o=17a\!\,.}

## Ploščina
Ploščina pravilnega sedemnajstkotnika z dolžino stranice a je:
{\displaystyle p={\frac {17}{4}}a^{2}\operatorname {ctg} \,{\frac {\pi }{17}}\approx 22,7354919a^{2}\!\,.}

## Konstrukcija
Pravilni sedemnajstkotnik lahko skonstruiramo z ravnilom in šestilom, kar je leta 1796 pokazal devetnajstletni Carl Friedrich Gauss. Njegov dokaz se je pojavil v njegovem delu Disquisitiones Arithmeticae, dokončanem leta 1798.
Konstruktabilnost sedemnajstkotnika pomeni, da lahko trigonometrične funkcije 2π⁄17 izrazimo le z osnovno aritmetiko in kvadratnimi koreni. Gaussova knjiga Disquisitiones Arithmeticae vsebuje naslednjo enačbo, zapisano v sodobnem zapisu:
{\displaystyle 16\,\cos {\frac {2\pi }{17}}=-1+{\sqrt {17}}+{\sqrt {34-2{\sqrt {17}}}}+2{\sqrt {17+3{\sqrt {17}}-{\sqrt {34-2{\sqrt {17}}}}-2{\sqrt {34+2{\sqrt {17}}}}}}\!\,.}
Prvo dejansko metodo za konstrukcijo sedemnajstkotnika je razvil Johannes Erchinger, nekaj let za Gaussovim delom.
Glede na konstrukcijo sedemnajstkotnika, lahko preprosto dobimo konstrukcije mnogokratnikov 17 krat 3 in 5 ter katerokoli potenco 2, na primer 34-kotnik, 51-kotnik, 85-kotnik ali 255-kotnik.

## Petriejevi mnogokotniki
Pravilni sedemnajstkotnik je Petriejev mnogokotnik za en politop z višjo razsežnostjo, prikazan v poševni ortogonalni projekciji:
| 16-simpleks (16D) |